# Терет слободе
„Терет слободе” је југословенски ТВ филм из 1966. године. Режирао га је Дејан Мијач а сценарио је написан по делу Тристана Бернарда.